# Catedral de San Miguel Arcángel (Tegucigalpa)
La catedral de la ciudad de Tegucigalpa, capital de la república de Honduras, está dedicada al arcángel San Miguel. Es uno de los monumentos más famosos de Honduras. Dicha catedral es patrimonio del estado Hondureño y ha sido testigo de varios procesos de restauración.

## Historia

### Antecedentes
En 1746 un incendio consume el templo de la Limpia de la inmaculada concepción dedicado a la virgen de la inmaculada concepción en la villa de Tegucigalpa, que queda destruido. Es cuando el obispo de Honduras Diego Rodríguez de Rivas y Velasco, en ese tiempo jerarca apostólico en la ciudad de Comayagua, ordena en 1756 la construcción de un nuevo templo en el mismo sitio, encargándole dicho objetivo al párroco José Simeón Zelaya Cepeda.

### Construcción
La primera fase de la construcción se le dio el nombre de parroquia de San Miguel Arcángel, y fue fundada en 1763, mientras que la catedral empezó a construirse entre 1765 y 1786 por el presbítero José Simeón de Zelaya Cepeda, que había estudiado en el Colegio Tridentino de Comayagua. El arquitecto fue José Gregorio Nacianceno Quiroz, de origen guatemalteco, y la obra fue consagrada e inaugurada por fray Antonio de San Miguel en 1782.

### SigloXIX
En 1823 el mismo año que se dio la independencia de la federación centroamericana, el templo sufrió daños en su techo debido a un terremoto que hizo que estuviera por un corto periodo de tiempo cerrada hasta que fue restaurada completamente años después. 

### SigloXX

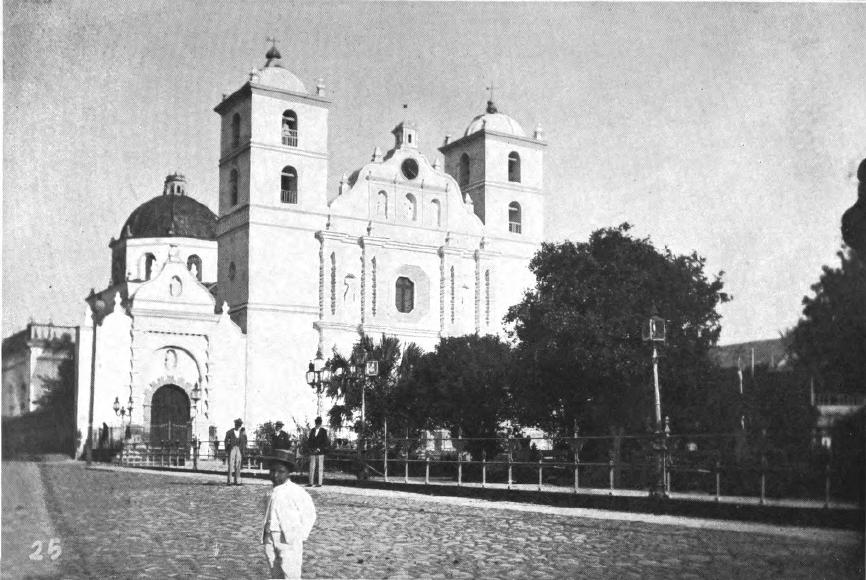
Vista de la Catedral de Tegucigalpa en 1904.

La catedral sobreviviría a las guerras civiles de honduras de 1919 y 1924, donde varios edificios de Tegucigalpa serían dañados por las balas, sin embargo el templo logró salvarse de esta tragedia. Entre 1934 a 1938 empezó un largo proceso de restauración del edificio donde se buscaría preservar las obras artísticas en su interior. siendo en 1934, la pintora hondureña Teresa Victoria Fortín Franco la persona que trabajó junto con el maestro Alejandro del Vecchio en la decoración y restauración de unas obras de la iglesia catedral de Tegucigalpa.
Con el paso de las décadas se dieron inicios a excavaciones arqueológicas dentro del templo para comprender las técnicas de su construcción. En los últimos años se le devolvió su color salmón original, y los últimos trabajos de restauración fueron una remodelación en su interior así como en sus patios laterales.

## Arquitectura
El templo presenta las siguientes dimensiones: 60 metros de largo por 11 de ancho y 18 de alto, es de una sola nave cubierta con bóveda de cañón corrido, coronada por una cúpula sobre la planta de tambor octagonal que tiene 30 metros de alto. Esta misma altura tienen las torres. El espesor de las paredes varía desde 1.25 varas en los muros laterales hasta 2.73 en la entrada principal.
En 1788 el pintor religioso José Miguel Gómez egresado también del colegio Tridentino de Comayagua terminó los trabajos de pintura en la catedral siendo sus obras las siguientes: Sagrada Familia, Santísima Trinidad, San Juan de Colazan y La Última Cena los Cuatro Evangelistas fueron pintados adornando la bóveda. Estos trabajos fueron realizados mediante acuerdo con el obispo fray Diego Rodrigo de Rivas. De estilo rocalla es el retablo mayor y el frontal de plata del altar principal, sin olvidar la escultura de San Miguel. En la parte trasera de la catedral existe un patio con un altar en honor de la Virgen de Lourdes.

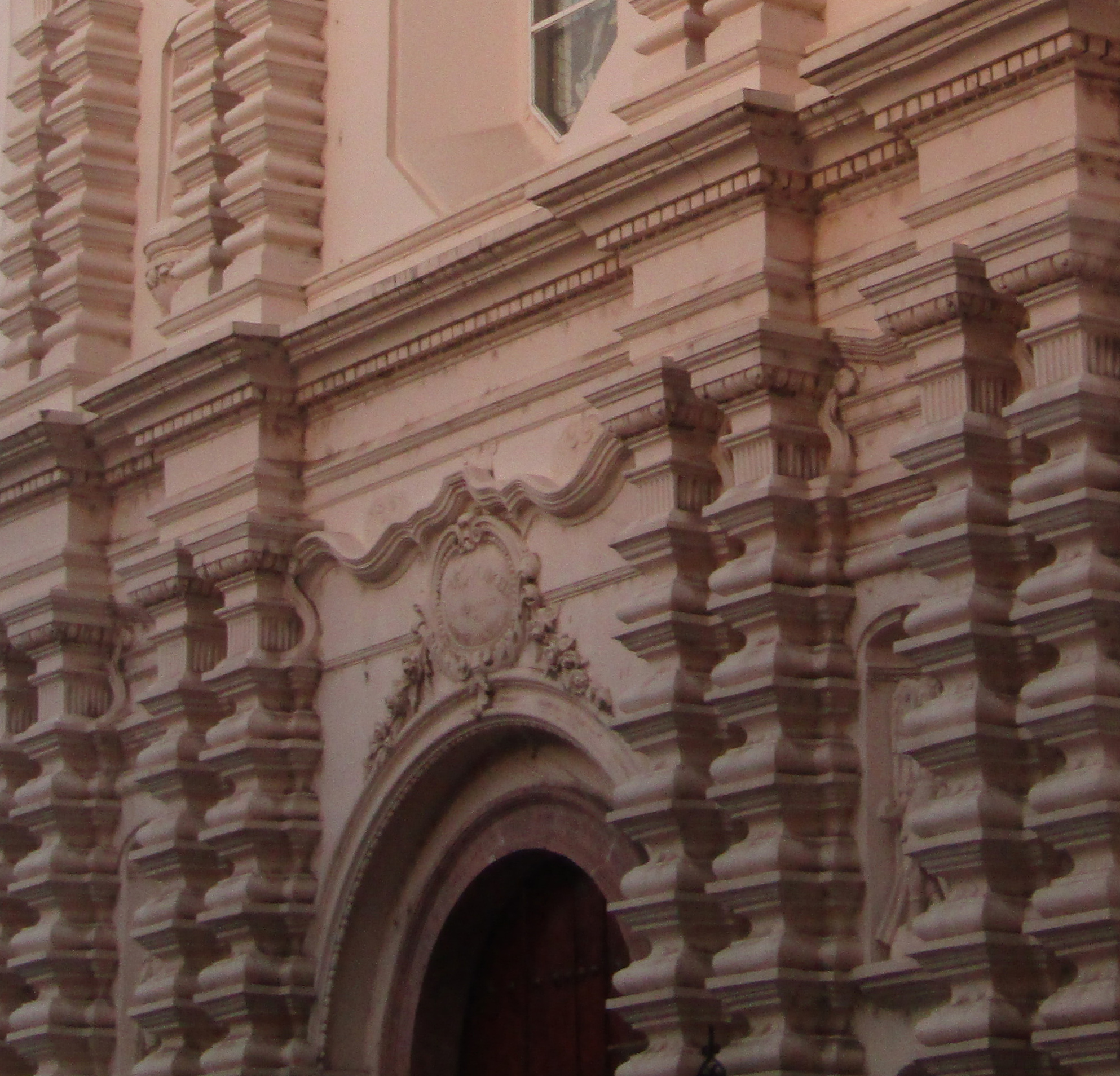
La fachada posee columnas almohadilladas.

La fachada de la catedral de Tegucigalpa tiene elementos de retablo sin dar esa impresión. Los ocho pares de grandes pilastras almohadillas son la decoración principal, siendo más pequeñas las del segundo cuerpo, una balaustrada simulada pone fin al segundo cuerpo y sirve a la vez de cornisa horizontal.
La Espadaña, con tres nichos y un reloj en el tope que tiene su linternilla, separan los campanarios, que a su vez tienen dos pisos, contando cada uno con ocho grandes ventanas de arcos de medio punto, en donde se encuentran suspendidas las campanas. Siete son en total los nichos que adornan la fachada, ocupando el nicho central de la imagen de San Miguel Arcángel. Los dos grandes portones de la fachada principal que dan a los jardines laterales, armonizan con el resto de frontispicio, aunque hay una pequeña diferencia en el diseño de los pilares, un ancho friso se extiende por la fachada. 
Los dos grandes portones de la fachada principal que dan a los jardines laterales, arm onizan perfectam ente bien con el resto de frontispicio, aunque hay u n a pequeña diferencia en el diseño de los pilares, un ancho friso se extiende por la fachada, que a su vez está centralizado por la gran ventana octagonal que da gran claridad al interior del coro. 

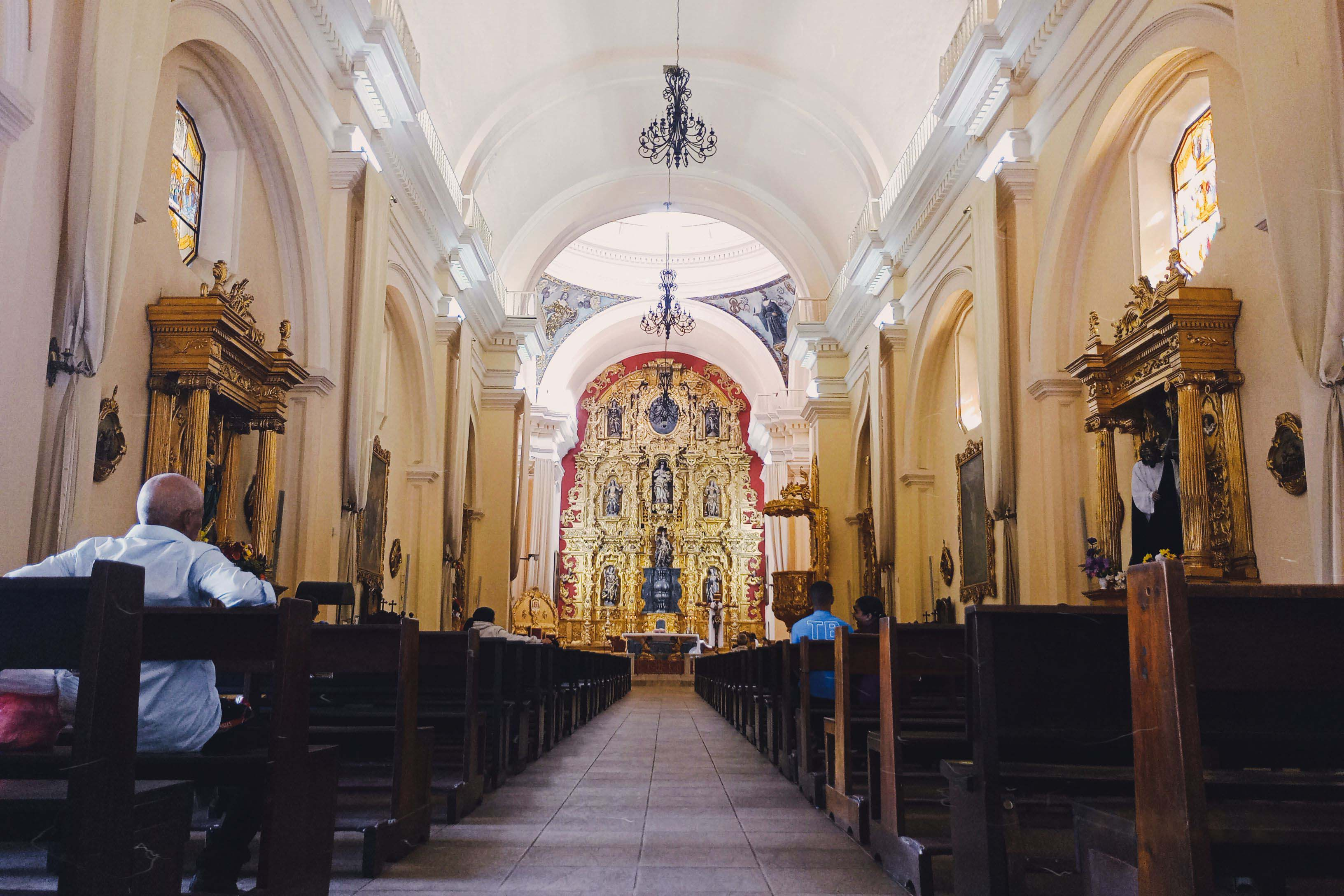
Interior de la catedral.

El mencionado terremoto de 1823 ocasionó severos daños, razón por la que estuvo cerrada en reparación durante seis años. La catedral posee dos patios laterales, en su lado derecho posee uno con dos fuentes de agua, una siendo una de pared, posiblemente en siglos pasados se sacaba agua potable de esta ya que fue construida mucho antes de la que actualmente sirve cómo elemento ornamental en el patio. En el patio izquierdo posee una estatua de San Miguel Arcángel.
La catedral de San Miguel de Tegucigalpa es una de las edificaciones más antiguas e importantes de la ciudad que se conserva hasta el día de hoy en buen estado general. El edificio tiene un lugar en la historia hondureña que no se limita a la esfera de influencia de la ciudad de Tegucigalpa sino a todo el país, siendo la iglesia con mayor renombre y tradición desde principios del siglo XX.
Siendo un edificio antiguo se hizo una propuesta de restauración del interior, del atrio, de los patios laterales y
de la fachada: el proyecto ha sido realizado por el departamento de investigaciones antropológicas a través de la sección de arqueología del Instituto Hondureño de Antropología e Historia.

## Personajes sepultados en la catedral
Algunos personajes de relevancia histórica que se encuentran sepultados en la catedral, son:
- Presbítero José Simón Zelaya Cepeda, constructor de la catedral.
- Presbítero José Trinidad Reyes, fundador de la UNAH.
- General José Santos Guardiola, Presidente del Estado de Honduras.
- General Manuel Bonilla, Presidente de la república de Honduras.
- Obispo José María Martínez y Cabañas, primer jerarca de la arquidiócesis de Tegucigalpa

## Monumento nacional
La catedral fue declarada Monumento Nacional según Decreto Legislativo N.º 8 emitido en julio de 1967, según la petición realizada ante la Cámara de Diputados el entonces arzobispo de Honduras, monseñor Héctor Enrique Santos Hernández.

## Galería

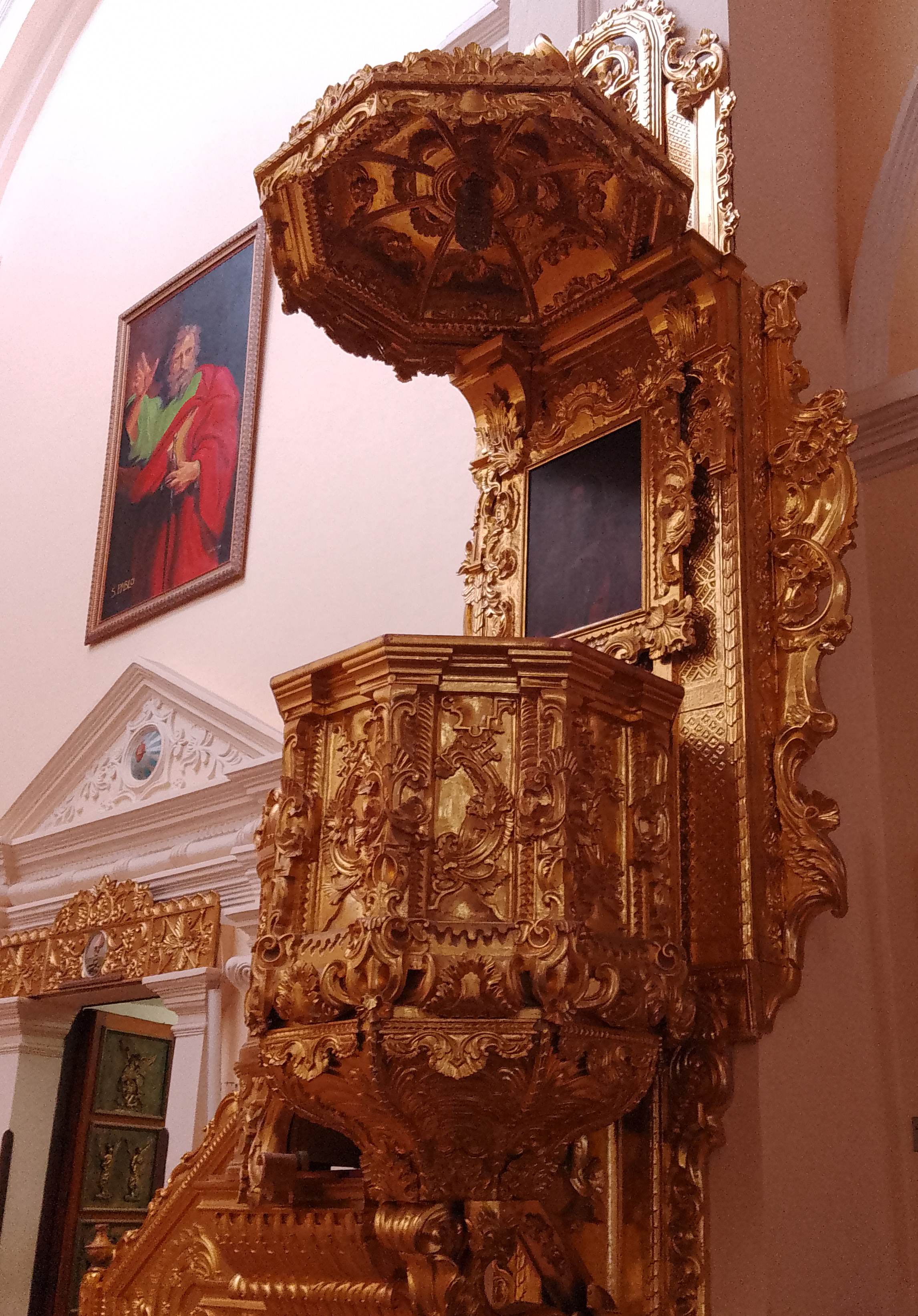
Pulpito.
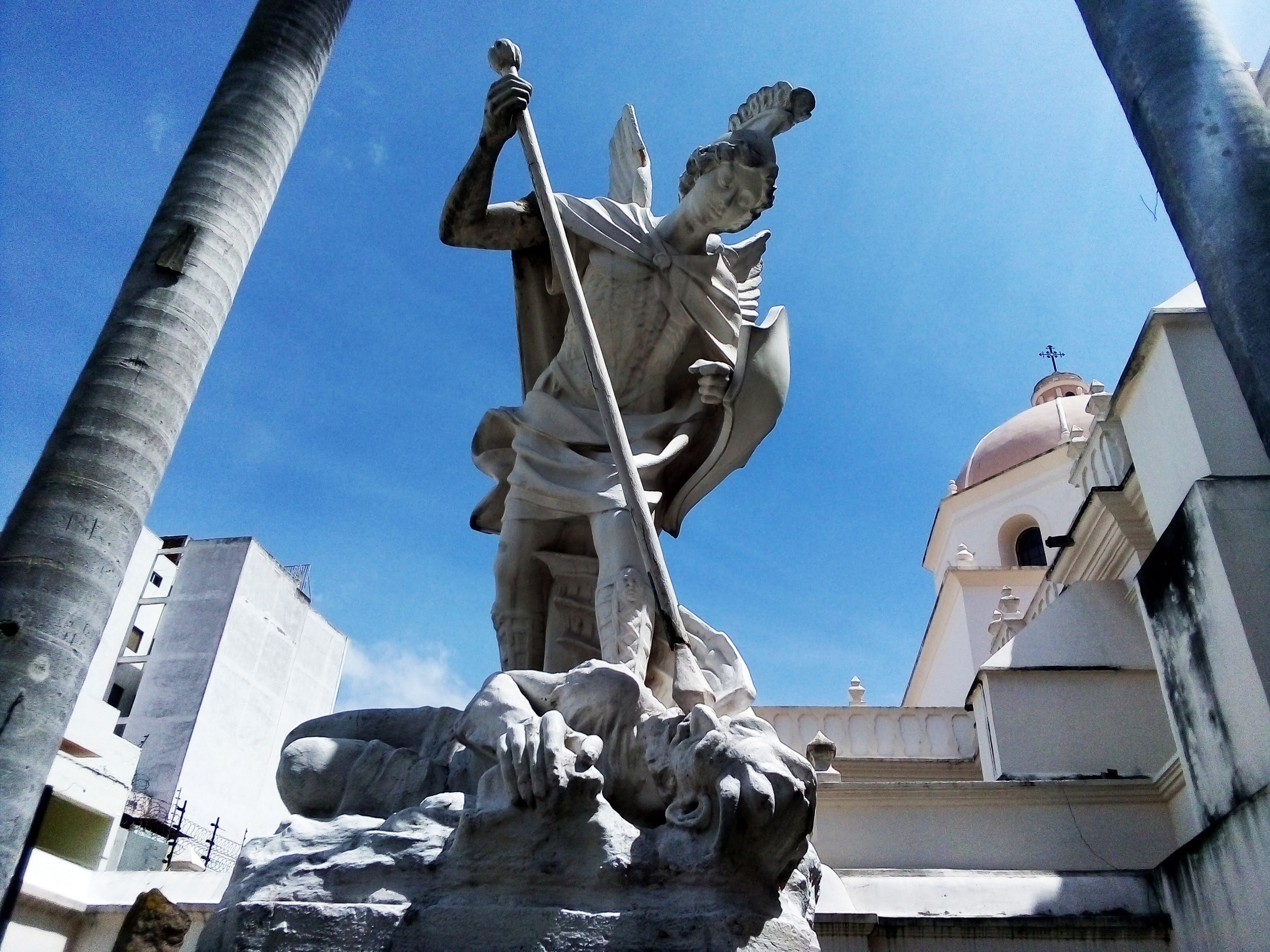
Estatua de San Miguel Arcangel.
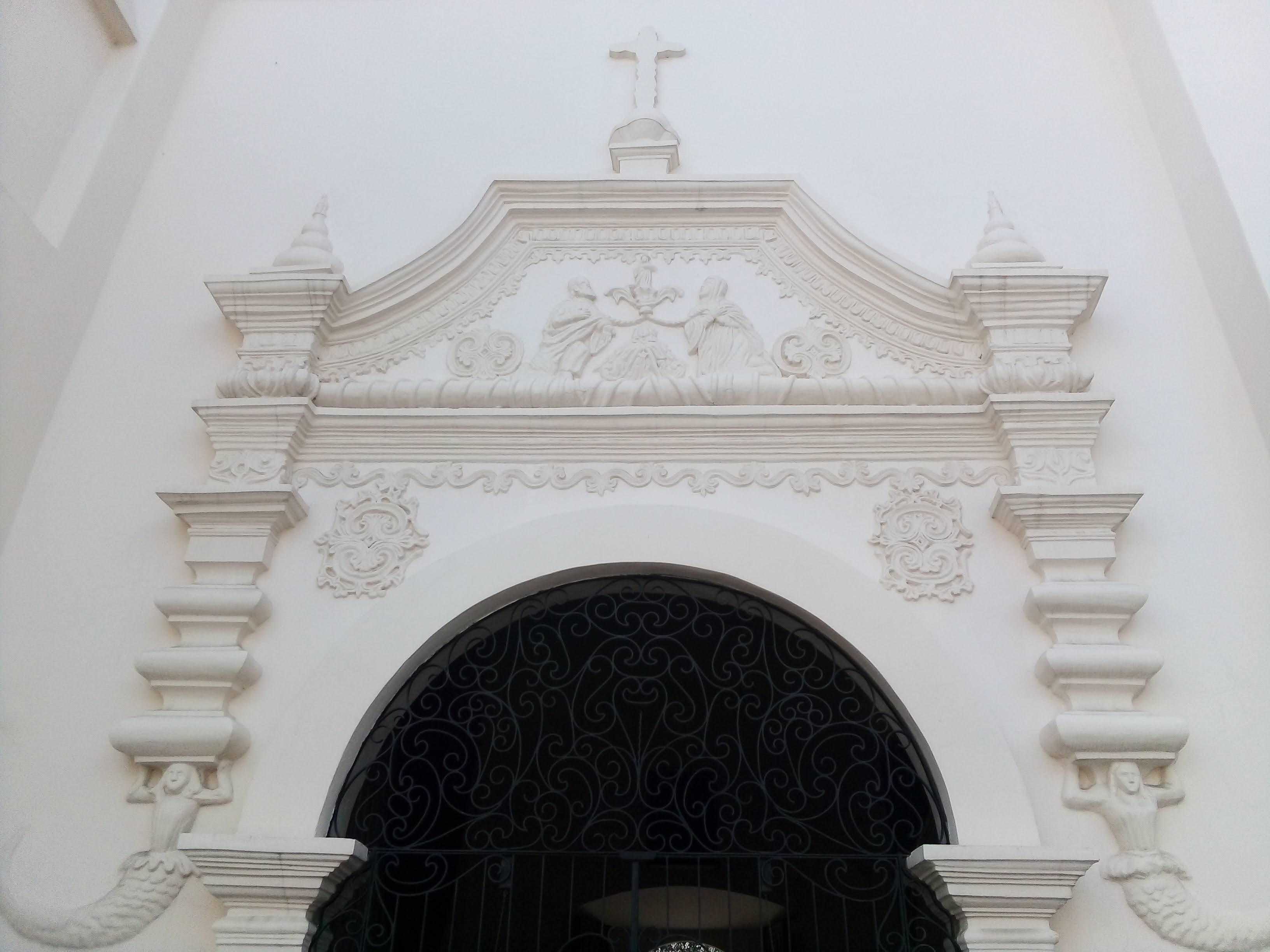
Portal del patio Izquierdo.
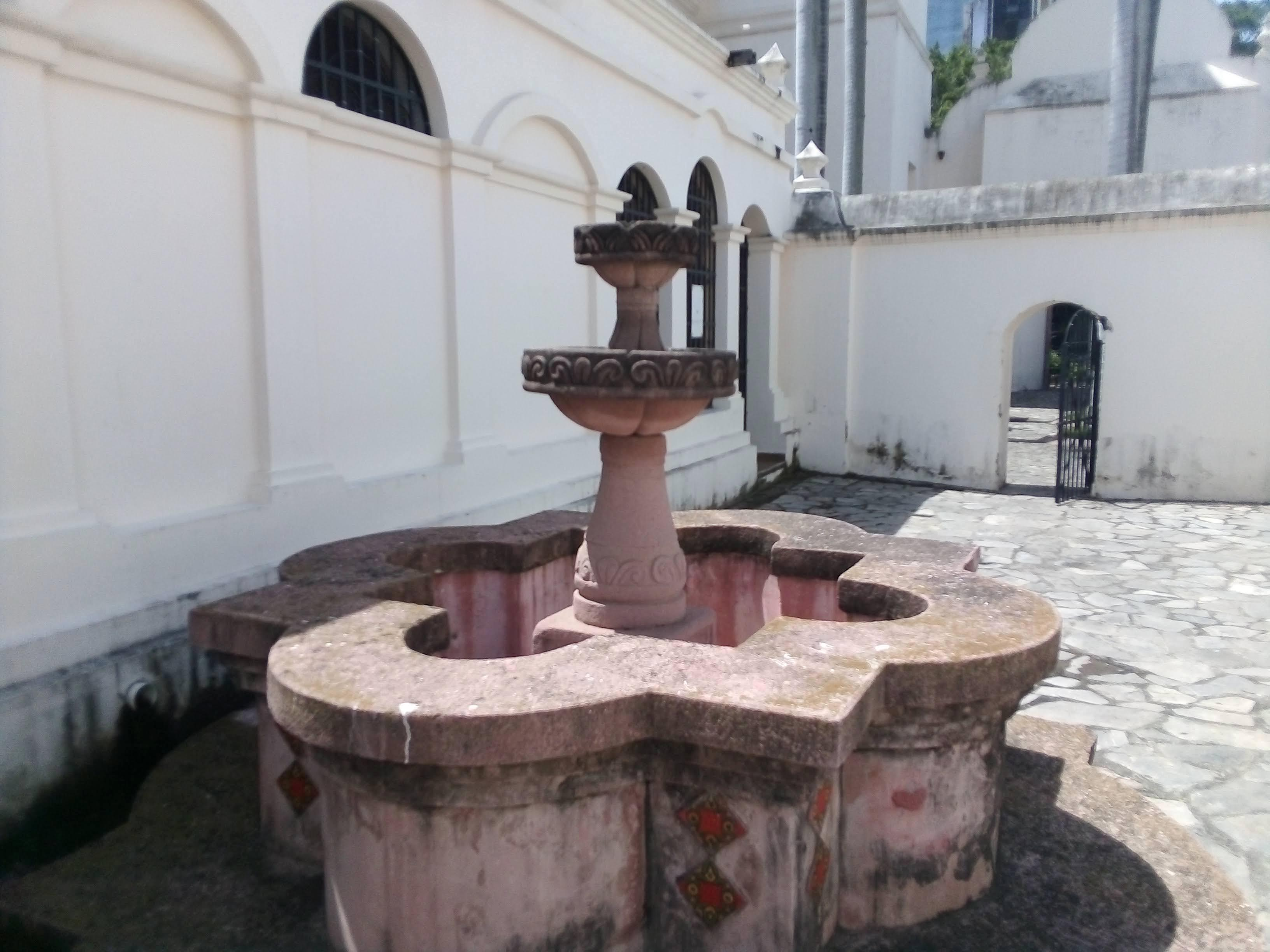
Fuente colonial del patio izquierdo
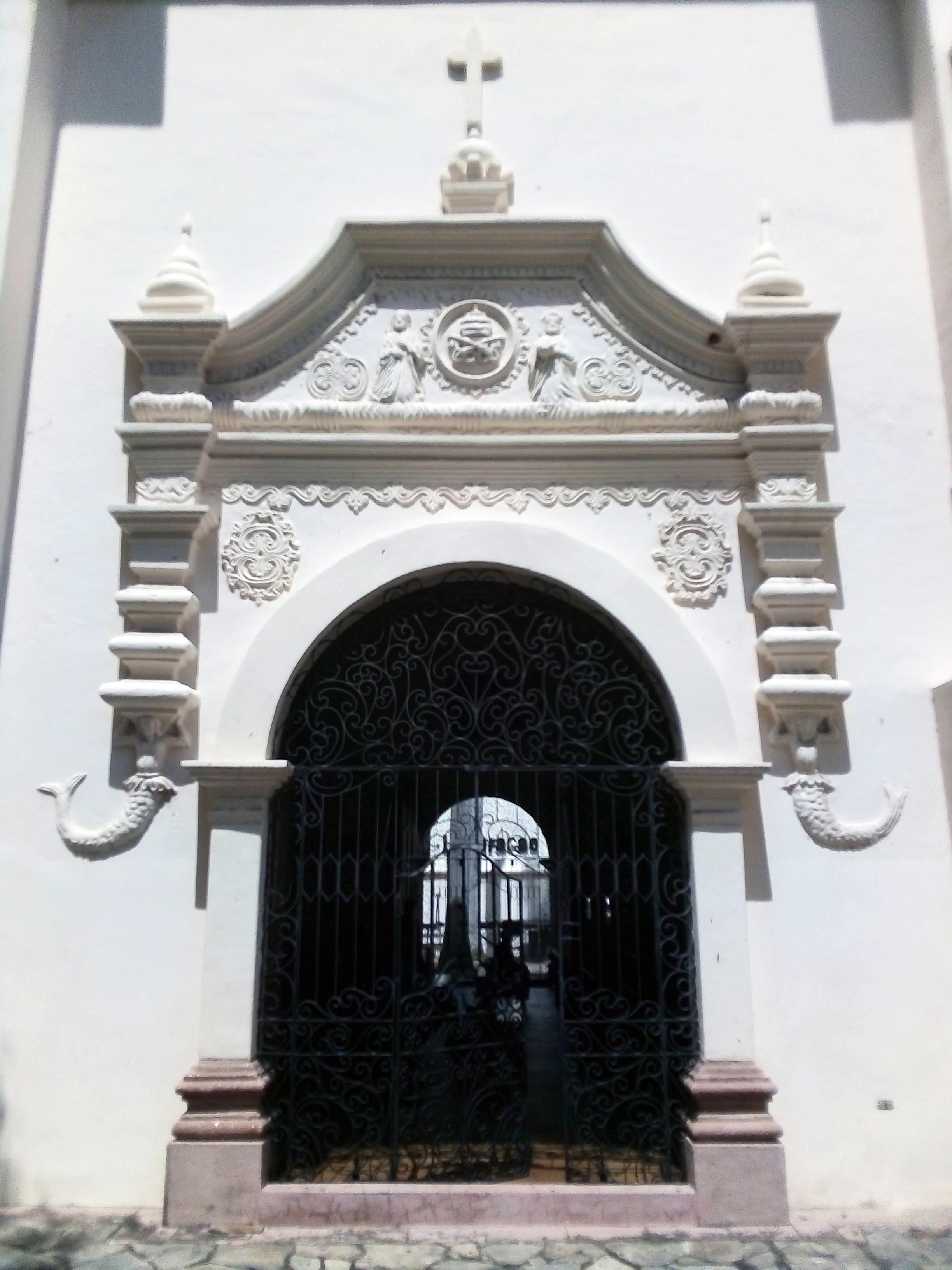
Portal al patio derecho.